# Az új polgári törvénykönyv tervezete és javaslata

## Előzmények
Az 1959. évi IV. törvény, a hatályos magyar Polgári Törvénykönyv átfogó felülvizsgálatára, a magyar polgári jog új kódexbe foglalására (rekodifikációjára) először 1989-ben állított fel Kodifikációs Bizottságot az ekkor Kulcsár Kálmán vezette Igazságügyi Minisztérium. E bizottság 1990 után Harmathy Attila és Vékás Lajos, az ELTE Állam- és Jogtudományi Karának Polgári Jogi Tanszékén oktató professzorok, akadémikusok társelnöksége alatt egy ideig működött, majd elhalt.

## Kormányhatározat (1998)
A munka 1998-ban kezdődött újra, amikor a Horn-kormány határozatot hozott a polgári jog rekodifikációjának szükségességéről és az erre irányuló munka megindításáról.
A Kormányhatározat szerint a rekodifikáció célja "egy korszerű, a nemzetközi gyakorlatnak és elvárásoknak is megfelelő Polgári Törvénykönyv megalkotása, amely a gazdaság alkotmányaként, a civilisztika alaptörvénye lesz". Az új Ptk. a Kormányhatározat szerint "a civilisztika terén a rendszerváltás folyamatának egyfajta kodifikációs lezárása, összegzése" lesz.
A Kormányhatározatot a Kormány többször módosította, utoljára 2005-ben. A módosítások elsősorban a határidőket érintették, illetve az 1999. évi módosítás megváltoztatta a rekodifikációt irányító bizottságok személyi összetételét.

## A rekodifikáció irányításában részt vevő személyek
2007 szeptemberéig a rekodifikációt a Kormány által megbízott Polgári Jogi Kodifikációs Főbizottság, illetve a Polgári Jogi Kodifikációs Szerkesztőbizottság irányította. 1999 májusáig, alkotmánybíróvá választásáig mindkettő elnöke Harmathy Attila volt, ezt követően Vékás Lajos töltötte be e tisztségeket.  
A Polgári Jogi Kodifikációs Főbizottság Kormány által felkért tagjai (1999 májusától):
1. Vékás Lajos tanszékvezető egyetemi tanár, a Főbizottság elnöke,
2. a Miniszterelnöki Hivatalt vezető miniszter,
3. az igazságügyminiszter,
4. a Legfelsőbb Bíróság elnöke,
5. a legfőbb ügyész,
6. a Magyar Jogászegylet elnöke,
7. a Magyar Ügyvédi Kamara elnöke,
8. a Magyar Országos Közjegyzői Kamara elnöke,
9. Kisfaludi András egyetemi tanár, a Főbizottság titkára,
10. Sáriné Simkó Ágnes miniszteri biztos, az Igazságügyi Minisztérium Magánjogi Kodifikációs Irodájának (később: Polgári Jogi Kodifikációs Főosztályának) vezetője, a Főbizottság titkára.
A Polgári Jogi Kodifikációs Szerkesztőbizottság tagjai (1999 májusától): Vékás Lajos (egyetemi tanár), Boytha György (egyetemi tanár), Gadó Gábor (az Igazságügyi Minisztérium helyettes államtitkára, később az Igazságügyi és Rendészeti Minisztérium igazságügyi és civilisztikai szakállamtitkára), Kisfaludi András (egyetemi tanár), Lábady Tamás (egyetemi tanár, volt alkotmánybíró, 2003. január 1-jétől a Pécsi Ítélőtábla elnöke), Petrik Ferenc (a Legfelsőbb Bíróság kollégiumvezető bírája), Sáriné Simkó Ágnes (az Igazságügyi Minisztérium Polgári Jogi Kodifikációs Főosztályának vezetője), Sárközy Tamás (egyetemi tanár), Weiss Emília (egyetemi tanár), Zlinszky János (egyetemi tanár, volt alkotmánybíró).

## Az új polgári törvénykönyv koncepciója (2002, 2003)
A Szerkesztőbizottság 2002-ben közzétette az új Polgári Törvénykönyv koncepcióját, majd 2003-ban annak a beérkezett észrevételek alapján átdolgozott változatát, utóbbit Az új Polgári Törvénykönyv koncepciója és tematikája címen. A koncepció mindkét változata a Magyar Közlöny különszámaként jelent meg.

## A szerkesztőbizottsági tervezet (2006)
A Szerkesztőbizottság az Igazságügyi Minisztérium Polgári Jogi Kodifikációs Főosztályával együttműködve elkészítette, majd 2006 folyamán, az Igazságügyi Minisztérium honlapján folyamatosan (könyvenként) közzétette az új polgári törvénykönyv szövegének indokolt tervezetét. Erre a tervezetre időnként vitatervezetként utal az irodalom. 
A Szerkesztőbizottság arra készült, hogy a beérkezett észrevételek alapján 2007 végére második, átdolgozott tervezetet ad át az Igazságügyi Minisztériumnak.

## Az első minisztériumi tervezet (2007)
2007 szeptemberében, Takács Albert minisztersége alatt az Igazságügyi és Rendészeti Minisztérium - nem várva be a második, átdolgozott szerkesztőbizottsági tervezet elkészültét - magához vonta az első tervezet átdolgozásának feladatát. 
Vékás Lajos így foglalta össze a történteket: 
„2007. augusztus 30-án – mielőtt a Szerkesztőbizottság a vitatervezetre beérkezett észrevételeket és javaslatokat értékelni tudta volna, és annak alapján a vitatervezetet átdolgozta és véglegesítette volna – az Igazságügyi és Rendészeti Minisztérium civilisztikai szakállamtitkára – a Kormánykabinet döntésére hivatkozva – tájékoztatta a Főbizottság elnökét, hogy a vitatervezet alapján a Kormánynak benyújtani kívánt tervezetet az Igazságügyi és Rendészeti Minisztérium készíti el. A Kormány az 1050/1998. (IV. 24.) Korm. határozatot nem helyezte ugyan hatályon kívül, de a Kormánykabinet döntése alapján a Szerkesztőbizottság elnökének és tagjainak felelőssége a kodifikáció további menetéért megszűnt.”
A munka irányítását Gadó Gábor, az Igazságügyi és Rendészeti Minisztérium igazságügyi és civilisztikai szakállamtitkára vette át. Az Igazságügyi és Rendészeti Minisztérium 2007. október 29-én tette közzé a honlapján a 2006-ban közzétett, szerkesztőbizottsági tervezet átdolgozott változatát. E változat indokolást nem tartalmazott, viszont nagy vitát váltott ki. 
A Legfelsőbb Bíróság a következő észrevételt fogalmazta meg a kodifikáció menetében bekövetkezett fordulattal kapcsolatban:
„A Legfelsőbb Bíróság sajnálattal tapasztalja, hogy az új Polgári Törvénykönyv hosszú évek óta folyó kodifikációja ez év szeptemberében – előttünk pontosan nem ismert okból – kedvezőtlen fordulatot vett. A korábban a Kodifikációs Szerkesztőbizottság által készített és szakmai-társadalmi vitára bocsátott Javaslatnak az igen jelentős számú és súlyú szakmai észrevételek alapján történő átdolgozását ugyanis már nem a Kodifikációs Bizottságok (Főbizottság, Szerkesztőbizottság) hanem az igazságügyi tárca munkatársai végezték el. Az igazságügyi tárca – valamely közelebbről meg nem jelölt Kormánykabinet állásfoglalása alapján – teljes egészében átvette a kódex további előkészítését. A közigazgatási egyeztetésre bocsátott átdolgozott Tervezet ily módon nem csak a szakmai-társadalmi vita során tett észrevételek figyelembevétele folytán tér el a korábbi szakértői javaslattól, hanem azért is mert abban megjelenik az igazságügyi tárca saját álláspontja is. Ennek következtében ez az új Javaslat számos olyan új elemet tartalmaz, amelyről korábban szakmai vita nem folyt és amely nincs összhangban a Kormány által jóváhagyott koncepcióval sem.” A Legfelsőbb Bíróság észrevételei az új Polgári Törvénykönyv tervezetére

## A Szakértői Javaslat (2008)
Vékás Lajos professzor irányítása alatt - részben a Szerkesztőbizottság egyes tagjainak, részben más szakértőknek a közreműködésével - készült el a 2006-ban közzétett, ún. szerkesztőbizottsági tervezet átdolgozott változata. Ez a nem hivatalos tervezet 2008 márciusában könyv formájában, Szakértői Javaslat az új Polgári Törvénykönyv tervezetéhez címmel jelent meg. 
A Szakértői Javaslat bemutatására a Magyar Tudományos Akadémián került sor, 2008. március 31-én. A bemutatón megjelent Sólyom László köztársasági elnök, Mádl Ferenc volt köztársasági elnök, Draskovics Tibor igazságügyi és rendészeti miniszter, illetve Vizi E. Szilveszter, a Magyar Tudományos Akadémia elnöke.
Vékás Lajos szavai szerint „[a] Javaslat közzétételének legfőbb célja az volt, hogy – hivatalos támogatást remélve – a lehető legtöbb kérdésben jótékonyan befolyásolják a törvényhozás menetét. Emellett a szerzők azt is szándékolták, hogy egy közel évtizedes munka eredménye (…) ne maradjon ismeretlen az utókor számára.”
A Szakértői Javaslat szerzői: Boytha György, Burger László, Csehi Zoltán, Csizmazia Norbert, Faludi Gábor, Gárdos István, Gárdos Péter, Grafl-Fülöp Gyöngyi, Jójárt Eszter, Kemenes István, Kisfaludi András, Körös András, Lábady Tamás, Makai Katalin, Menyhárd Attila, Pajor-Bytomski Magdalena, Székely László, Szilas Péter, Vékás Lajos.

## A második minisztériumi tervezet (2008) és a törvényjavaslat (2008)
Az Igazságügyi és Rendészeti Minisztérium 2008. március 25-i dátummal tette közzé a honlapján a második minisztériumi szövegtervezetet. Az újabb egyeztetéseket követően a Kormány 2008. május 28-án fogadta el az új Ptk. tervezetének Országgyűléshez benyújtandó változatát. A tervezet Országgyűléshez való benyújtására 2008. június 5-én került sor, T/5949. szám alatt. 
A törvényjavaslat általános vitáját az Országgyűlés 2008. szeptember 16-án kezdte meg és 2008. december 9-én zárta le. A részletes vitára 2009. március 3. és március 10. között került sor. A közel 1200 szakaszból álló törvényjavaslat általános és részletes vitája együtt kevesebb, mint 14 órát vett igénybe. 
A T/5949. számú törvényjavaslat - a benyújtott módosító indítványokkal együtt - az Országgyűlés honlapján olvasható. A kormánypárti képviselők által benyújtott és a kormány által támogatott módosító indítványok jelentős része a Szakértői Javaslatra támaszkodik, az abban foglaltakat építené be a törvényjavaslatba.
2009. április 30-án az igazságügyi tárca közzétette az ún. zárószavazás előtti javaslatot, amely egyrészt beépítette a törvényjavaslat eredeti szövegébe a kormány által már korábban támogatott és az országgyűlési képviselők többsége által már megszavazott módosító indítványokat, másrészt feltüntetette azokat a módosító javaslatokat is, amelyek elfogadását a kormány a zárószavazás előtt kezdeményezni tervezte.
A törvényjavaslat elfogadására a Kormány eredeti tervei szerint még 2009 áprilisában sor került volna, azonban 2009. április 24-én az igazságügyi tárca bejelentette, hogy a parlamenti zárószavazás júniusra halasztását kezdeményezi annak érdekében, hogy a Vékás Lajos vezette Polgári Jogi Kodifikációs Szerkesztőbizottság még egyszer áttekinthesse a javaslatot.

## A törvényjavaslat Országgyűlés általi első elfogadása
Az új Polgári Törvénykönyvről szóló törvényjavaslat zárószavazására végül 2009 júniusában sem került sor. A zárószavazásra és az új Ptk. parlament általi elfogadására csak 2009. szeptember 21-én került csak sor. Az Országgyűlés 191 igen, 168 nem szavazattal és 4 tartózkodás mellett fogadta el az új polgári törvénykönyvről szóló törvényjavaslatot. Az MSZP-frakció, hat SZDSZ-es és egy fideszes képviselő (Kubatov Gábor) szavazott igennel. Nem támogatta a törvény elfogadását a Fidesz, a KDNP, az SZDSZ-es képviselők többsége és a volt MDF-es politikusok. Az SZDSZ-frakcióból Eörsi Mátyás, Geberle Erzsébet, Hankó Faragó Miklós, Horn Gábor, Kovács Kálmán és Pető Iván támogatta a törvényt. Az SZDSZ frakcióvezetője, Kóka János tartózkodott a zárószavazásnál.
Az új kódex 2010. május 1-jén, ötven évvel a hatályos Polgári Törvénykönyv hatálybalépését követően lépett volna hatályba, bár egyes részek esetében a hatálybalépésre csak 2011 januárjától, illetve 2015 januárjától került volna sor.

## A törvényjavaslatot ért kritikák
A Fidesz – MPP és a KDNP részéről
A törvényjavaslat parlamenti vitája során a Fidesz – Magyar Polgári Szövetség és a KDNP frakciója arra hivatkozott, hogy meghallgatták a törvényjavaslat véglegesítése során mellőzőtt Vékás Lajos professzor véleményét és kifejtették, hogy a tervezetet a jelenlegi formájában elfogadhatatlannak tartják. A két frakció kifogásolta különösen a bejegyzett élettársi kapcsolatra, illetve a gyűlöletbeszédre vonatkozó szabályozást.
2009. június 10-én, az európai parlamenti választásokat követően a Fidesz – Magyar Polgári Szövetség elnöksége nyílt levelet intézett az MSZP elnökségéhez, amelyben - egyebek mellett - követelte, hogy a kormány az országgyűlési választásokig "vonja vissza az új Polgári Törvénykönyvről szóló törvényjavaslatot".
Orbán Viktor, a Fidesz elnöke a nyílt levelet ismertető sajtótájékoztatón azt is bejelentette, hogy ha ennek ellenére a Ptk.-t elfogadják, akkor azt a Fidesz hatalomra kerülése után rögtön hatályon kívül helyezik.
Répássy Róbert, a Fidesz frakcióigazgatója a törvényjavaslat elfogadását követően 2009 és 2010 folyamán többször jelezte, hogy a Fidesz - kormányra kerülése esetén - felül fogja vizsgálni az új Ptk-t. 2010 februárjában úgy nyilatkozott, hogy "tartalmilag, értékválasztás szempontjából azt a törvényt, amit elfogadtak a szocialisták és a szabad demokraták, azt meg fogjuk változtatni, felül fogjuk vizsgálni ezt a törvényt".
Vékás Lajos professzor részéről
A törvényjavaslatot élesen támadta a kodifikáció korábbi irányítója, Vékás Lajos is. 2008 szeptemberében megjelent tanulmányában úgy foglal állást, miszerint 
 „(...) a Javaslat jelenlegi formájában nem fogadható el. Egy polgári törvénykönyv hosszú évtizedekre készül, és ezt az időtállóságot a mai gyorsan változó körülmények között is biztosítani kell. Ehhez a Javaslaténál bátrabb koncepcionális alapállásra, kevesebb elvtelen kompromisszumra és a jelenleginél lényegesen alaposabb technikai kidolgozottságra van szükség. Ez utóbbi követelmény jegyében kell kifogásolni a Javaslat több helyen koordinálatlan fogalom-használatát, helyenkénti ellentmondásait és gyakran igénytelen nyelvezetét egyaránt. Külön is hangsúlyozom, hogy a normaszöveg nyelve egyes esetekben a minimális követelményeket sem elégíti ki. A Javaslat csak megfelelő átdolgozással tehető elfogadásra alkalmassá; e nélkül gondolni sem lehet törvénnyé válására.”
Vékás Lajos professzor a részletes vitát megelőzően levelet intézett Szili Katalinhoz, az Országgyűlés elnökéhez, amelyben kifejtette azt a véleményét, hogy a törvényjavaslat alkalmatlan arra, hogy elfogadja az Országgyűlés, illetve javaslatot tett a törvényjavaslat átmeneti visszavonására és a kodifikációs bizottság munkájának felújítására. A javaslatot az Országgyűlés Alkotmányügyi, igazságügyi és ügyrendi bizottsága megtárgyalta, azonban a törvényjavaslat visszavonására, illetve a kodifikációs bizottság munkájának felújítására nem került sor. 
Az igazságügyi tárca államtitkára, Avarkeszi Dezső (MSZP) a részletes vita megkezdésekor arról tájékoztatta az Országgyűlést, hogy 
 „az alkotmányügyi bizottság a tegnapi ülésén megtárgyalta Vékás professzor úr levelét. Szeretném elmondani, hogy a kormány arra törekedett, hogy Vékás professzor urat vonjuk be ebbe a munkába, erre több kísérletet tettünk. Legnagyobb sajnálatunkra ő nem élt ezzel a lehetőséggel, de tegnap is elmondta, hogy számos ponton javult a módosítókkal a törvényjavaslat. Azt javaslom, hogy ezen a vonalon dolgozzunk tovább, és próbáljuk kialakítani a legmegfelelőbb szöveget.”
Hankó-Faragó Miklós (SZDSZ) ezt a következőkkel egészítette ki: 
 „A helyzet az, hogy egy törvényjavaslat a Ház elé került, és ennek a vitája, az általános vitája lezajlott, és most valóban nagyjából ezer módosító javaslat megvitatására kerül sor. Ezt a helyzetet kell alapul vennünk, és amikor Vékás professzor úr a levelét most a napokban megírta, és erről tegnap az alkotmányügyi bizottságban vitatkoztunk, majd szavaztunk, én magam is azt az álláspontot képviseltem, hogy az Országgyűlés ne hozzon létre ilyen bizottságot, amelyre indítványt tett a professzor úr. Tettem ezt azért, mert úgy gondolom, hogy a vita jelenlegi stádiumában ezeket a módosító javaslatokat megfelelően rendszerezni, azokat kezelni az Országgyűlés egyetlen bizottsága sem képes.”
A Magyar LMBT Szövetség részéről
A törvényjavaslat Országgyűlés általi elfogadását követően a Magyar LMBT (Leszbikus, Meleg, Biszexuális és Transznemű) Szövetség közleményben kérte Sólyom László köztársasági elnököt, hogy ne írja alá a parlament által megszavazott Ptk.-t. A szervezet bejelentette, hogy a törvény hatályba lépése esetén az Alkotmánybírósághoz és az Emberi Jogok Európai Bíróságához fordul a szabályozás hatályon kívül helyezése érdekében. 
Az LMBT Szövetség kérésének oka az volt, hogy a zárószavazással egyidejűleg a kormány kezdeményezésére a parlament elsöprő többsége visszavonta azt az eredetileg szocialista képviselők által benyújtott, korábban mind a kormány, mind a parlamenti bizottságok által támogatott módosító javaslatot, amely lehetővé tette volna a bejegyzett élettársi kapcsolatban élő azonos nemű párok számára is azt, hogy az egyik élettárs korábbi párkapcsolatából származó gyermekét a szülő partnere örökbe fogadja.

## A köztársasági elnök „politikai vétója” és a Ptk. Országgyűlés általi második elfogadása
Sólyom László köztársasági elnök azonban nem írta alá a Polgári Törvénykönyvről szóló törvényt, hanem 2009. október 13-án megfontolásra visszaküldte az Országgyűlésnek. Sólyom László arra kérte az Országgyűlést, hogy „a törvényt minden részletében tekintse át újra, és olyan eljárásban döntsön a polgári törvénykönyv elfogadásáról, mely garantálja egy a gyakorlatban is jól alkalmazható jogszabály megalkotását.”
A köztársasági elnök - egyebek mellett - a következőképpen indokolta politikai vétóját:
„[...] a polgári törvénykönyv megalkotására irányuló eljárásnak különösen gondosnak kell lennie, és a lehetőségekhez képest garantálnia kell a létrejövő jogszabály minőségét. A kihirdetésre megküldött Polgári Törvénykönyvről szóló törvény (Törvény) megalkotására irányuló eljárás, álláspontom szerint, ennek a követelménynek nem tett eleget. [...] A Törvény szövege sajnálatos módon igazolja, hogy a Törvény javaslatának előterjesztője és az Országgyűlés nem tettek meg mindent, hogy ellentmondásoktól, esetlegességtől mentes, a gyakorlati jogalkalmazást segítő kódex jöjjön létre. A Törvényben számos szerkesztési hiba található, és ugyanígy számosak a koncepcionálisan átgondolatlan, a gyakorlatban igen nehezen alkalmazható rendelkezések is. […] a normaszöveg a jelenlegi formájában nem méltó arra, hogy a Magyar Köztársaság polgári jogi kódexévé váljon.”
Az Országgyűlés 2009. november 9-én ismételten elfogadta a Ptk.-t, részben figyelembe véve a köztársasági elnök kifogásait. A törvény átfogó áttekintése azonban elmaradt. Az új Polgári Törvénykönyvet 2009. évi CXX. törvényként hirdették ki a Magyar Közlöny 2009. november 20-i számában.

## A Ptk. hatálybalépéséről és végrehajtásáról szóló törvény
Az Országgyűlés 2009. december 14-i ülésnapján fogadta el először a Polgári Törvénykönyvről
szóló 2009. évi CXX. törvény hatálybalépéséről és végrehajtásáról szóló törvényt. Ezt a törvényt Sólyom László szintén nem írta alá, hanem 2009. december 22-én megfontolásra visszaküldte az Országgyűlésnek további négy, a Polgári Törvénykönyv hatályba lépéséhez szorosan kapcsolódó törvénnyel együtt. A köztársasági elnök egyrészt általában nem értett egyet azzal, „hogy a törvényhozó hatályba léptessen egy olyan polgári törvénykönyvet, mely átgondolatlansága és ellentmondásai miatt nem alkalmas a mindennapi életben való alkalmazásra.” Másrészt aggályosnak tartotta az új Ptk. két lépcsőben történő hatályba léptetését is.
2010. február 15-én az Országgyűlés azonban ismételten elfogadta, változatlan formában a Ptk. hatályba lépéséről és végrehajtásáról szóló törvényt. 2010. május 1-jén lépett volna hatályba az új kódex első és a második könyve (alapelvek, valamint a személyekről szóló könyv). A kódex többi része 2011. január 1-jétől, egyes rendelkezések csak 2015-től léptek volna hatályba. Répássy Róbert (Fidesz) jelezte: az Alkotmánybírósághoz fordulnak, hogy a testület vizsgálja meg: elegendő-e a május 1-jéig tartó felkészülési idő.

## Az Alkotmánybíróság döntése
2010. április 26-án az Alkotmánybíróság a kellő felkészülési idő hiányára és a jogbiztonság ebből fakadó súlyos sérelmére hivatkozva alkotmányellenesnek találta és ezért megsemmisítette a Ptk. hatálybalépéséről és végrehajtásáról szóló törvény 1. §-ának (1) bekezdését, valamint 208. §-át. Így 2010. május 1-jén nem lép hatályba az új Ptk. első és második könyve, továbbá 2011. január 1-jén nem lépnek hatályba az új Ptk. további könyvei. A határozathoz különvéleményt csatolt Bragyova András alkotmánybíró.

## Törvény az új Polgári Törvénykönyv hatályba nem lépéséről
Az új Kormány hatalomra kerülése után azonnal intézkedett a hosszas társadalmi vitában megtárgyalt, a korábbi Kormány és Parlament által már elfogadott Polgári Törvénykönyv visszavonásáról. Az Országgyűlés a Polgári Törvénykönyvről szóló 2009. évi CXX. törvény hatályba nem lépéséről, valamint az ezzel összefüggő törvénymódosításokról szóló 2010. évi LXXIII. törvény 1. §-ban kimondta, hogy „A Polgári Törvénykönyvről szóló 2009. évi CXX. törvény nem lép hatályba.”
A törvény általános indokolása szerint: 
„Az Alkotmánybíróság az 51/2010. (IV. 28.) AB határozatában megállapította, hogy a Polgári Törvénykönyvről szóló 2009. évi CXX. törvény hatálybalépéséről és végrehajtásáról szóló 2010. évi XV. törvény (a továbbiakban: új Ptké.) 1. § (1) bekezdése, valamint 208. §-a alkotmányellenes. Ennek a döntésnek a következtében 2010. május elsején nem lépett hatályba a Polgári Törvénykönyvről szóló 2009. évi CXX. törvény (a továbbiakban: új Ptk.) Első és Második Könyve, valamint az új Ptké. törvénymódosításai és átmeneti rendelkezései sem.
A polgári jogász szakma legkiválóbb képviselői által megkezdett Ptk. kodifikáció, méltatlan félreállításukat követően, teljesen zátonyra futott, és az új Ptké. hatályba léptető rendelkezéseinek Alkotmánybíróság általi megsemmisítésével ért véget. E kormányzati politikától terhelt és a polgári jogász szakma közreműködését elutasító korszak végére az új Ptk. hatályba nem lépését kimondó törvényi rendelkezés tehet végleg pontot.”
A törvény 1. §-ához fűzött részletes indokolás szerint „Az Alkotmánybíróság 51/2010. (IV. 28.) AB határozatában megsemmisítette ugyan az új Ptké. hatálybalépéséről szóló rendelkezéseket, a jogbiztonság, illetve a jogpolitikai célok világossá tétele érdekében azonban indokolt, hogy törvény mondja ki az új Ptk. hatályba nem lépését.”

## Az Orbán-kormány határozata az új Polgári Törvénykönyv megalkotásáról
Az Orbán-kormány 1129/2010. (VI. 10.) Korm. határozata ismételten felhatalmazta a Vékás Lajos professzor vezette Polgári Jogi Kodifikációs Szerkesztőbizottságot az új Polgári Törvénykönyv tervezetének elkészítésére. A Szerkesztőbizottság mellett újra felállt a Polgári Jogi Kodifikációs Főbizottság, továbbá létrejött a Polgári Jogi Operatív Szakmai Bizottság. Ez utóbbi feladata az elvi kérdések kidolgozása, a szövegtervezetek indokolással együtt történő elkészítése. Az új tervezet elkészítésére kitűzött határidő: 2011. szeptember 30. A Polgári Jogi Kodifikációs Szerkesztőbizottság és a Polgári Jogi Operatív Szakmai Bizottság 2010. július 15-én tartotta meg alakuló ülését. 
A Polgári Jogi Kodifikációs Szerkesztőbizottság tagjai: Vékás Lajos akadémikus, Kisfaludi András egyetemi tanár, Székely László miniszteri biztos, Harmathy Attila akadémikus, Lábady Tamás, a Pécsi Ítélőtábla elnöke, Petrik Ferenc, a Legfelsőbb Bíróság nyugalmazott kollégiumvezetője, Sárközy Tamás egyetemi tanár, Weiss Emília professzor emeritus és Zlinszky János professzor emeritus.
A Polgári Jogi Operatív Szakmai Bizottság tagjai: Vékás Lajos akadémikus, Kisfaludi András egyetemi tanár, Székely László miniszteri biztos, Csehi Zoltán tanszékvezető egyetemi docens, Kőrös András, a Legfelsőbb Bíróság tanácselnöke, Menyhárd Attila tanszékvezető egyetemi docens és Wellmann György, a Legfelsőbb Bíróság kollégiumvezetője.

## A Szerkesztőbizottság tervezete és a társadalmi vita
A Szerkesztőbizottság 2011. december 16-án átadta a minisztériumnak a bizottság szakmai szövegtervezetét, amelyet a minisztérium változatlan formában 2012. február 15-én társadalmi vitára bocsátott.

## Az új polgári törvénykönyv szerkezete
Az új polgári törvénykönyv könyvekből, részekből, címekből és fejezetekből épül majd fel. A kódex könyvei a következők lesznek:
1. könyv: Bevezető rendelkezések,
2. könyv: Az ember mint jogalany,
3. könyv: Jogi személy
4. könyv: Családjog,
5. könyv: Dologi jog,
6. könyv: Kötelmi jog,
7. könyv: Öröklési jog,
8. könyv: Záró rendelkezések.

A Bevezető rendelkezések az egész kódexben érvényesülő alapelveket határozzák meg, a Záró rendelkezések pedig fogalom-meghatározásokat, továbbá hatályba léptető rendelkezéseket, illetve ún. jogharmonizációs klauzulákat tartalmaznak. (Utóbbiak azt jelzik, hogy mely rendelkezések fakadnak az Európai Unió valamely irányelvének átültetéséből.)
Szerkezeti szempontból a legjelentősebb változtatás a hatályos Ptk.-hoz képest az, hogy az új kódex magában fogja foglalni a családjogi szabályozást is, amelyet az 1959. évi IV. törvény nem tartalmaz. A családjogi szabályozást jelenleg külön törvény tartalmazza: az 1952. évi IV. törvény a házasságról, a családról és a gyámságról (Csjt.).
A szerkesztőbizottsági tervezet és a Szakértői Javaslat a Személyekről szóló könyvben a jogi személyekre vonatkozó közös, általános szabályokat részletesen kifejti, míg a törvényjavaslat jogi személyekre vonatkozó szabályozása minimalista, tekintettel arra, hogy az igazságügyi tárca nem kívánta megváltoztatni a rendszerváltás óta fennálló helyzetet, amely szerint e szabályokat a társasági törvény tartalmazza. 
Az új polgári törvénykönyv szerkezete sem az ún. institúciórendszert, sem az ún. pandektarendszert nem követi. Leginkább a pandektarendszer módosított változatának tekinthető, ennyiben a német polgári törvénykönyvvel (BGB) rokonítható. A német kódex és az új magyar Ptk. szerkezete között a fő különbség abban áll, hogy a magyar Ptk. nem fog ún. Általános Részt (Allgemeiner Teil) tartalmazni, illetve a többi könyv is más sorrendben követi egymást.
Míg a hatályos Polgári Törvénykönyv szakaszainak (§-ainak) számozása folyamatos, addig az új Polgári Törvénykönyv szakaszainak számozása könyvenként újrakezdődik. Például: 5:125. § = az ötödik (kötelmi jogi) könyv 125. §-a.
Míg a hatályos Polgári Törvénykönyv szakaszainak nincs külön címe, addig az új Polgári Törvénykönyv minden egyes szakaszának - az eligazodást megkönnyítendő - külön címe lesz. Például: 5:125. § [A részleges szerződésszegés]

## A rekodifikáció folyóirata
1999 és 2008 között jelent meg a Polgári Jogi Kodifikáció, a rekodifikáció során felmerülő problémák megvitatása, az elkészült tanulmányok, illetve tervezetek közlése érdekében létrehozott folyóirat .